# 霜月神楽
霜月神楽（しもつきかぐら）とは、旧暦11月（霜月、グレゴリオ暦の12月から翌年1月）に行われる神楽のこと。湯立と組み合わせて行われていたことから湯立神楽（ゆだてかぐら）とも呼ばれ、また伊勢神宮外宮の神楽を祖型としていることから、伊勢流神楽（いせりゅうかぐら）とも呼ばれている。

## 概要
神楽は本来は旧暦の11月に行われる行事と考えられていたとみられ、古代・中世の宮中に鎮座していた園韓神社の神楽は11月に行われ、また毎年旧暦11月13日に伊勢神宮外宮の御師が一口頭大夫邸にて神楽（寄合神楽・奉納神楽）も11月に行われていた。伊勢御師の神楽は明治期に衰退したが、それ以前の段階において熊野信仰や修験道・陰陽道・修正会などの要素と組み合わさった形で日本各地に広まったと考えられている。
旧暦の11月は神や自然が衰弱する時期であり、魂振の儀式などを行って魂の再生・更新を行って新年に備えるために神楽が行われた。その際に熊野の再生儀式であった湯の清まりと忌籠の呪法が取り入れられてそれが湯立として残ったとされている。
祭場となる舞台の庭には神座として御幣などによる神籬が飾られ、舞台の中央には湯釜が設置され、その天井には白蓋、大乗、雲などの天蓋が下げられ、周囲には注連縄や切紙飾が巡らされて神々を迎える準備がなされる。湯釜を中心として夜を徹して各種の祈祷・祝詞・神人らによる神楽などの舞が行われる。
霜月神楽の方法はそれぞれの地域・神社によって差異はあるものの基本的には儀式に先立って特定の川や滝から汲んだ水を釜で沸かした湯を神前に供えて、祈祷の湯立を行った後に参加者に振り掛けることで祓禊となし、招待神の名前が書かれた神名帳を読上げるところから始まり、前夜の素面による採物舞の神招き、神讃めの願上、夜半の招待神の神送り、直会（なおらい）、後夜の鬼や翁などの面形舞の神遊び、祝福の式の順序で行われる。特に神位は低いものの地元とのつながりが密接な神に対しては厚礼をもって接した。

## 代表的な霜月神楽

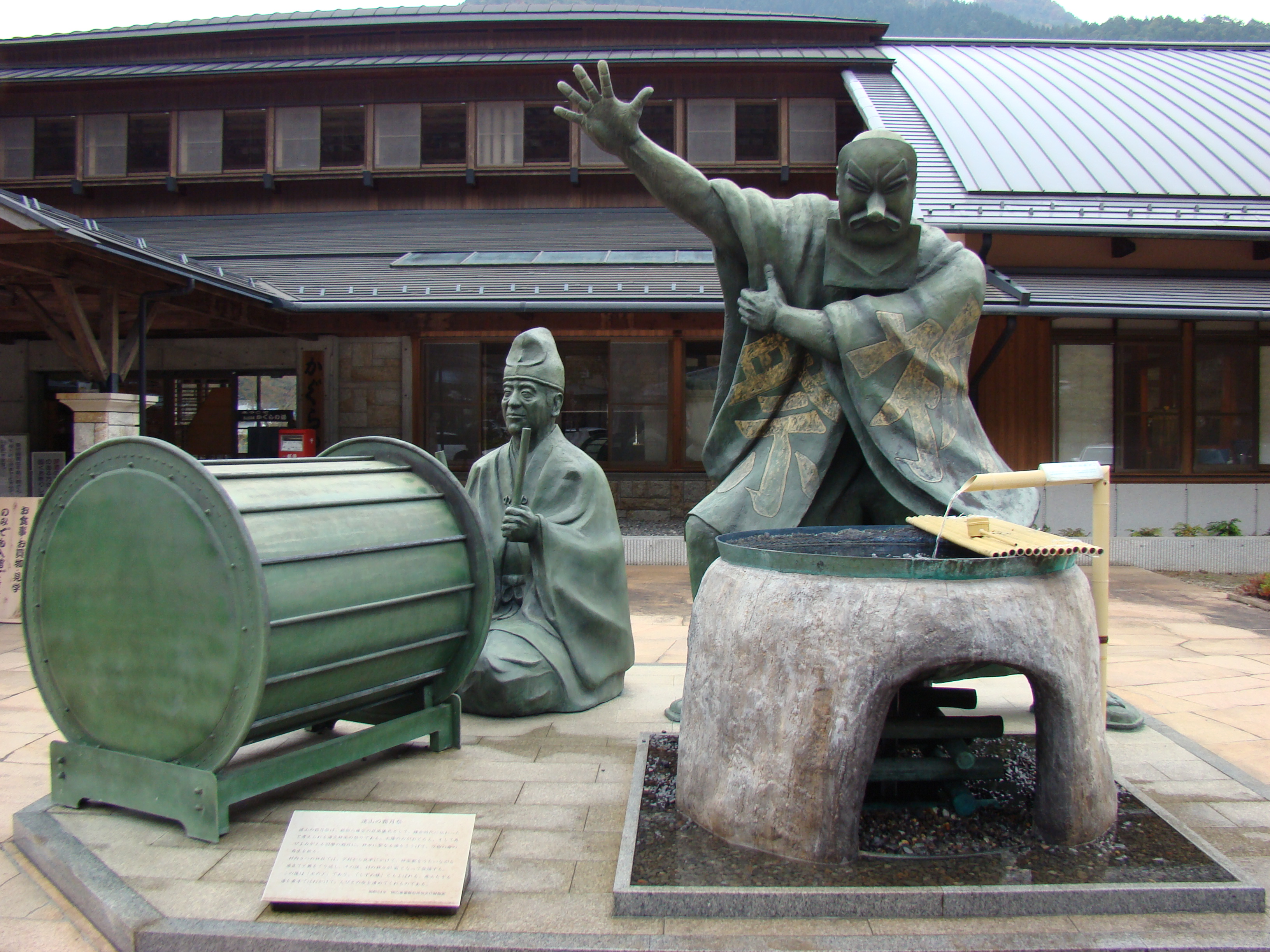
遠山の霜月祭の像。右には湯立てを模した飲泉があり、飲用可。
道の駅遠山郷にて2009年（平成21年）撮影。

以下は代表的な霜月神楽を掲げる。この他にも伝統的な霜月神楽の全てあるいは一部を継承した神楽は全国各地に存在している。
- 秋田県横手市大森町八沢木に伝わる重要無形民俗文化財の民俗芸能。保呂羽山の霜月神楽を参照。
- 長野県下伊那郡天龍村に伝わる重要無形民俗文化財の民俗芸能。天龍村の霜月神楽を参照。
- 長野県飯田市の旧・南信濃村・上村に伝わる重要無形民俗文化財の民俗芸能。遠山の霜月祭を参照。
- 愛知県の奥三河地方に伝わる重要無形民俗文化財の民俗芸能。花祭 (霜月神楽)を参照。